# Passerelle
Passerelle é uma telenovela portuguesa transmitida pela RTP entre 4 de Outubro de 1988 e 17 de Março de 1989, pelas 20h30 da noite. Substituiu a brasileira Roque Santeiro no horário nobre da RTP sendo que a anterior telenovela portuguesa a ser produzida havia sido Palavras Cruzadas. A seguinte novela a ser produzida em Portugal seria Ricardina e Marta. Foi várias vezes posta em reposição na RTP Memória. Uma delas foi entre 19 de maio e 12 de agosto de 2011.

## Sinopse
Descrita pelas autoras como “a história de duas irmãs que seguem caminhos diferentes”, esta telenovela mostra-nos o agregado familiar de Luís Cardoso (Filipe Ferrer), gerente bancário extremamente conservador, casado com Maria do Carmo (Carmen Dolores), uma mulher de bom humor, mas muito acomodada, vivendo o seu dia-a-dia para as lides domésticas. O casal tem dois filhos: Gil (Paulo Trindade), estudante de Arquitectura, e Catarina (Ana Padrão), cujo sonho é ser modelo, objectivo que vai contra as vontades de Luís, que considera que ser modelo é um trabalho de prostitutas. Ambos se preocupam com a mãe e desejam que, um dia, ela tenha coragem de se separar do marido, coisa que Maria do Carmo, com a idade que considera ter, já não tem coragem para o fazer. Com eles mora também  a criada Custódia (Paula Cruz), sopeira que é tratada por Maria do Carmo como se fosse uma filha, e a irmã solteira de Maria do Carmo, Isabel (Maria David). Isabel é professora de escola primária e tem como colegas as amigas Maria (Margarida Carpinteiro) e Helena (Filomena Gonçalves), que vive um apaixonado romance com Zé Ricardo (João de Carvalho). Isabel é professora de Ritinha (Inês Vaquinhas), filha de Vasco (Carlos Daniel), e da sua ex-mulher dele, Ana Rita (Guida Maria), antiga modelo de passerelle, que vive com o célebre cançonetista Pedro (Tozé Martinho). 
Vasco  vive sozinho com a filha e tem dois amigos muito animados, o Miguel (Vítor de Sousa), e a sua esposa Leonor (Ana Bola). Vasco trabalha numa agência de modelos e por conselho do fornecedor de vestidos António Monteiro (Tony de Matos), patrão de Catarina, faz com que a carreira da jovem tenha um início bom, com um curso de modelo na mesma agência. Vasco tem de tratar de negócios no estrangeiro e decide deixar a filha Ritinha aos cuidados de Isabel. É aí que Isabel e Vasco se conhecem. Mas mal Ana Rita tem conhecimento disto, volta do estrangeiro para infernizar a vida deles e da própria filha. Luís é um homem "à antiga", e, como tal, é-lhe perfeitamente natural ter uma relação extraconjugal com Célia (Florbela Queiroz), uma mulher com "pêlo na venta" e que faz dele "gato-sapato". Célia trabalha com a amiga Lurdes (Rosa do Canto) como recepcionista no hospital do sr. dr. Senna Rocha (Ruy de Carvalho). Lurdes é uma mulher muito romântica e apaixonada pelo irmão de Célia, o patife Armando (Júlio César). Célia vive sozinha e tem uma mulher-a-dias, a Filomena (Natalina José), com quem vai partilhando conversas sobre a vida de uns e doutros e até a sua vida privada com Luís. 
Maria do Carmo revela-se um bocado desgastada e vai ao médico. O Dr. Senna Rocha descobre que ela tem um grave cancro na barriga e tem de ser operada. A operação corre com êxito mas Maria do Carmo fica muito fragilizada e pode falecer a qualquer momento, mas tudo vai correndo pela positiva. Outra família central é a de André Guimarães (Alexandre de Sousa), um homem calmíssimo e muito sereno, de consciência tranquila, dono de uma fábrica de confecções muito conceituada, que tem o seu nome. 
André tem na sua fábrica trabalhadores muito fiéis, como a sua assessora Marta (Lídia Franco), a quem faz constantes seduções e se vai apaixonando a pouco e pouco, a secretária Fátima (Dulce Guimarães) e o contabilista Teixeira (Armando Cortez), um homem muito fino mas muito burocrata.
André era casado com Filipa (Helena Isabel), mas esta faleceu num trágico e estúpido acidente de automóvel em África. Deste casamento resultou a sua filha Rosarinho (Julie Sergeant), uma jovem que também segue um curso de pintura, e que foi criada com a ajuda da governanta Amélia Vianna (Manuela Maria), antiga vedeta do teatro de revista à portuguesa, que tem como ajudante a criada Luzia (Isabel Gaivão) e como amiga a costureira antiga Isaura (Luísa Barbosa), mulher muito coscuvilheira mas de boas graças. Amélia não resiste aos galanteios do Teixeira, a quem considera “um homem muito fino”. Rosarinho é colega de faculdade de Gil e se apaixona por ele com o passar dos tempos.
Num passado recente, André teve um caso com Wanda (Manuela Carlos), uma manequim ambiciosa que depois de ter sido dispensada pelo empresário, pois ele descobriu o seu carácter de ambição e maldade, está disposta a tudo para se vingar. Teixeira é chamado por Tó Gonzaga (Virgílio Castelo), filho do proprietário das confecções Gonzaga, empresa concorrente de André, envolvendo o mesmo nas suas jigajogas. Assim, Teixeira torna-se um homem de duas caras. Vanda envolve-se com Armando e acaba por se aliar a Tò Gonzaga, para destruir a vida de André.
Luzia sente uma paixão platónica por Gil e tenta separá-lo de Rosarinho com uma confusão de linhas cruzadas, em que ela se finge de Maria do Céu (Helena Isabel), prima de Rosarinho. Ambos ficam chateados, mas Catarina consegue resolver o caso. Mas tudo piora com a chegada da própria prima Céu, mulher que é muito intriguista e gosta de fazer uma coisa: espalhar discórdia na família. Logo, a vida da família Guimarães torna-se num martírio.
Armando tem uma companhia de capangas, o Raúl (Fernando Mendes), que vai fazendo namoros à criada Luzia, tentando infiltrar-se na casa onde ela trabalha, descobrindo que o negócio é de alto gabarito, e o Pente Fino (José Raposo). Ambos fazem um assalto à casa do Pedro e conseguem roubar uma data de coisas, vendendo e transformando em dinheiro tudo. Com esta união, incluindo Vanda e Gonzaga, Armando vai dando a volta a Lurdes e descobre entidades de doentes que frequentam o hospital, tornando-os alvos de constantes assaltos.
Perto do final da telenovela, descobre-se um facto muito importante sobre a vida de Isabel relacionada com André, que tem um curto romance com Catarina, que com o desenvolvimento da sua carreira, chega à fábrica de confecções de André.
À medida que a novela vai decorrendo, demonstra-se que a vida das pessoas envolvidas no caso, tal e qual como os modelos, é uma perfeita PASSERELLE.

## Elenco
- Alexandre de Sousa[3] - André Vasconcelos Seixas Guimarães
- Alina Vaz - Enfermeira
- Amélia Videira - Conservadora que celebra o matrimónio de Isabel e Vasco
- Amílcar Botica - Padre que celebra o casamento de Gil e Rosarinho
- Ana Bola[3] - Leonor Pessoa
- Ana Maria Lucas[3] - Susana
- Ana Padrão[3] - Catarina Cardoso
- António Aldeia - Chouriço
- António Fonseca - Cândido Ferraz
- Armando Cortez[3] - Arménio Teixeira
- Carlos Daniel - Vasco Ribeiro Mendes
- Carmen Dolores[3] - Maria do Carmo Cardoso
- Catarina Matos - Empregada de Célia
- Cláudia Cadima - Elsa
- Duarte Victor - Empregado do banco
- Dulce Guimarães - Fátima
- Eugénia Bettencourt - Porteira de Célia
- Fernando Tavares Marques - Vizinho de Célia
- Filipe Ferrer[3] - Luís Cardoso
- Filomena Gonçalves - Lena (Maria Helena)
- Fernando Mendes[3][6] - Raul Mateus
- Florbela Queiroz - Célia Emília Alves
- Guida Maria[3] - Ana Rita
- Helena Isabel - Maria do Céu Salema Barrett / Filipa
- Inês Vaquinhas - Ritinha Mendes
- Isabel Gaivão - Luzia
- João de Carvalho[7] - Zé Ricardo
- José de Carvalho - Dr. Machado
- José Raposo - Pente Fino
- Julie Sergeant - Rosarinho Guimarães
- Júlio César[3] - Armando Alves
- Laura Soveral - Palmira
- Licínio França - Agente da PJ
- Lídia Franco[3][8] - Marta
- Luís Alberto - Inspector Figueiras
- Luís Aleluia - Paulinho
- Luís Pavão - Chico
- Luísa Barbosa[3] - Isaura
- Manuela Carlos[3] - Vanda
- Manuela Cassola - Senhoria de Teixeira
- Manuela Maria[3] - Amélia Vianna
- Margarida Carpinteiro - Maria do Amparo Rodrigues
- Maria David[3] - Isabel Queirós Mexia
- Maria Dulce[3] - Aurora Trindade
- Natalina José - Fernanda
- Noémia Costa - Madalena
- Norberto de Sousa - Artur
- Nicolau Breyner[3] - Major Ilídio
- Paula Cruz - Custódia
- Paulo Trindade - Gil Cardoso
- Rosa do Canto[3][9][10] - Lourdes Gomes Alberto
- Rui Luís - Inspector Correia
- Rui Mendes - Inspector Pinto
- Ruy de Carvalho - Dr. João Senna Rocha
- Simone de Oliveira - Madame Solange
- Tony de Matos - Sr. Monteiro
- Tozé Martinho[3] - Pedro Beja
- Varela Silva - António Weimar
- Victor de Sousa[3] - Miguel Pessoa
- Virgílio Castelo[3][11] - António Gonzaga

## Curiosidades
- Escrita por Rosa Lobato de Faria e Ana Zanatti, Passerelle foi uma das telenovelas de maior sucesso na RTP. Com 120 episódios o seu objetivo, segundo as autoras era "mostrar as coisas bonitas de Portugal, não só na Moda como também na Culinária e no Turismo".
- Lídia Franco mostrou-se descontente com o papel de Marta. No final da novela, questionada sobre a sua personagem, limitou-se a responder que "vestia-se muito bem".[12]
- Se na novela André Guimarães e Wanda não se suportavam, bem diferente era a situação na vida real, já que Alexandre de Sousa e Manuela Carlos eram e são casados até hoje.[12]
- Tony de Matos, o famoso cantor romântico que interpretava o Sr. Monteiro, chefe de Catarina (Ana Padrão), faleceu em Junho de 1989, poucos meses após o término da novela.[12]
- A menina Ritinha foi vivida por Inês Vaquinhas, sobrinha de Guida Maria (sua mãe na novela). A pequena intérprete confessou à revista Maria não gostar de Nuno Teixeira, o realizador. Porquê? "Porque é um chato. Obriga-me a decorar muita coisa e não me deixa tossir"…[12]
- Esta telenovela substituiu em horário nobre a telenovela Roque Santeiro da Rede Globo na RTP em 1988.
- Passerelle foi reposta nas manhãs da RTP 1, de 27/01 a 4 de julho de 1992. Também teve reposições na RTP África (entre 20/02 e 16 de maio de 2002) e na RTP Memória (entre 28 de novembro de 2005 e 24 de fevereiro de 2006).